# Belmore Mountain
Belmore Mountain är ett berg i Storbritannien.   Det ligger i riksdelen Nordirland, i den västra delen av landet, 600 km nordväst om huvudstaden London. Toppen på Belmore Mountain är 398 meter över havet.
Terrängen runt Belmore Mountain är kuperad åt sydväst, men åt nordost är den platt. Runt Belmore Mountain är det glesbefolkat, med 16 invånare per kvadratkilometer. Närmaste större samhälle är Enniskillen, 9,8 km öster om Belmore Mountain. Trakten runt Belmore Mountain består i huvudsak av gräsmarker.